# RKSV De Tukkers
RKSV De Tukkers is een omnisportvereniging uit Albergen, gemeente Tubbergen, Overijssel, Nederland.

## Algemeen
De vereniging werd op 14 september 1932 opgericht en telt afdelingen voor voetbal en handbal. De thuiswedstrijden worden op het “Sportpark 'n Loarkaamp” en in de sportzaal “De Danne” gespeeld.

## Geschiedenis
1932 - Het zijn de pioniersjaren voor De Tukkers. Vijf jongens die het voortouw nemen en TVC'28 de rug toedraaien. Ze zijn het beu nog langer naar Tubbergen te fietsen om een potje te voetballen. Ze willen een eigen vereniging. De bij TVC spelende Albergenaren gaan voor advies naar enkele ouderen. Er moet namelijk een bestuur komen en dat heeft nogal wat voeten in aarde.
Nadat er de goedkeuring is ontvangen van het bisdom Utrecht, komt men begin september 1932 een paar avonden bij elkaar om het een en ander te bespreken. De uiteindelijke oprichtingsvergadering wordt belegd op 14 september 1932 in Café Morshuis.
De wei, bestaande uit lage, kleiachtige grond wordt door Morshuis beschikbaar gesteld. De ligging is de plaats waar op dit moment ons B-veld gesitueerd is. De ingang van het veld is aan de achterzijde en bereikbaar via een pad vanuit Café Morhuis. Morshuis zelf verzorgt de weide en stelt de goalpalen beschikbaar, terwijl de leden zorgen voor vier zwart-witte hoekvlaggen en zand om het speelveld af te bakenen.
Op het speelveld blijft echter wel het vee grazen, zodat voor elke wedstrijd eerst de kötteltöp gemaaid moeten worden en de koeienplakken met de bats van het veld worden gehaald. De schuur van Morshuis wordt gebruikt als kleedruimte.
De Tukkers wordt onder de naam R.K.V. De Tukkers ingeschreven bij de Roomsch Katholieke Utrechtsche Voetbalbond en ingedeeld in de 3e klasse E. Later zal de naam veranderen in R.K.S.V. De Tukkers. Op 19 september zegent de pastoor het veld, waarna voetbalminnend Albergen met spanning afwacht op de eerste verrichtingen van hun nieuwbakken voetbalteam.

## Voetbal

### Standaardelftal
Het standaardelftal speelt in het seizoen 2023/24 in de Tweede klasse zondag van het KNVB-district Noord.

#### Competitieresultaten 1957–2024
| 1 4A |

| 7 4A |

| 9 4A |

| 3 4A |

| 5 4B |

| 3 4B |

| 2 4B |

| 5 4B |

| 1 4B |

| 12 3A |

| 14 3A |

| 8 4B |

| 9 4B |

| 6 4B |

| 3 4B |

| 1 4B |

| 6 3A |

| 10 3A |

| 4 3A |

| 2 3A |

| 4 3A |

| 5 3A |

| 3 3A |

| 6 3A |

| 6 3A |

| 4 3A |

| 2 3A |

| 2 3A |

| 9 3A |

| 6 3A |

| 7 3A |

| 3 3A |

| 3 3A |

| 10 3A |

| 1 4B |

| 6 3A |

| 1 3A |

| 10 2B |

| 9 3A |

| 1 4B |

| 2 3A |

| 1 3A |

| 3 2J |

| 4 2J |

| 6 2J |

| 11 2J |

| 11 3A |

| 1 4B |

| 6 3A |

| 8 3A |

| 9 3A |

| 5 3A |

| 12 3A |

| 9 4B |

| 11 4B |

| 11 4B |

| 6 4B |

| 2 4A |

| 1 4A |

| 12 3A |

| 5 3A |

| 5 3A |

| 3 3A |

| - 3A |

| - 3A |

| 1 3A |

| 4 2I |

| 2 2H |

2004: de beslissingswedstrijd op 6 mei bij Quick '20 om het klassekampioenschap in zondag 4B werd met 1-1 gelijkgespeeld tegen DSVD, De Tukkers kampioen op basis beter doelsaldo in competitie.
| Tweede klasse | Derde klasse | Vierde klasse |

In elke staaf van de grafiek staat van boven naar beneden vermeld: 
- Eindnotering

Dit is de positie die de club heeft bereikt in de competitie, zonder eventuele beslissings-, play-off- of nacompetitiewedstrijden die nodig zijn geweest om bijvoorbeeld de kampioen van de competitie te bepalen.
Indien een * achter het getal staat is de notering een tussenstand en kan het zijn dat de notering niet overeenkomt met de uiteindelijke eindstand van de competitie.
Staat er een - dan is het seizoen nog bezig en is er geen definitieve uitslag bekend.
Staat er xx op de positie van de notering, dan heeft de club vroegtijdig de competitie verlaten. Dit kan onder andere komen door terugtrekking van het team, faillissement van de club of door een uitgedeelde straf van de KNVB. In veel gevallen staat elders in het artikel de reden vermeld.
Staat er een ? dan is het resultaat uit het verleden onbekend, en is alleen de competitie of het niveau bekend van dat seizoen.
In de seizoenen 2019/20 en 2020/21 werd wegens de coronacrisis het amateurvoetbal afgebroken. Daardoor kennen deze staven geen eindklassering (middels -- weergegeven).
- Competitieniveau en afdelingsletter of Officiële eindstand Eredivisie
  - Competitieniveau en afdelingsletter

Hierbij geeft het getal het niveau weer, dat ook terug te vinden is in de legenda. De letter is de afdelingsaanduiding en wordt gebruikt wanneer er meer afdelingen zijn op hetzelfde niveau. De afdelingsletter is altijd een hoofdletter en wordt meestal zonder nummer gebruikt.
Voorbeeld: 2F is niveau 2e klasse competitie F.
Het competitieniveau en nummer wordt niet vermeld wanneer er slechts één competitie van dit niveau was.
  - Officiële eindstand Eredivisie (getal staat tussen haakjes vermeld)

Sinds de introductie van play-offwedstrijden voor Europees voetbal na afloop van de reguliere competitie in 2005/06, is de KNVB verplicht een eindstand van de Eredivisie door te geven aan de UEFA aan de hand van deze play-offwedstrijden.
Bij deze eindstand staan clubs die zich hebben gekwalificeerd voor Europees voetbal hoger dan clubs die zich niet wisten te kwalificeren. Indien er geen verschil was tussen de eindnotering en de officiële eindstand, staat dit getal niet vermeld.

- Onderafdeling

Hier staat afgekort de naam van de onderafdeling indien de club in dat jaar in een onderafdeling uitkwam. Tevens staat deze afkorting in de legenda en wordt gelinkt naar het artikel over deze onderafdeling. Deze afkorting wordt alleen vermeld wanneer de club in het verleden in verschillende onderafdelingen heeft gespeeld. Deze vermelding is in de staaf altijd in kleine letters. Deze onderafdelingen zijn na het seizoen 1995/96 afgeschaft. Heeft de club in slechts één onderafdeling gespeeld, dan is dit alleen terug te vinden in de legenda.
Onder de staaf staat het jaartal vermeld waarin het seizoen is afgesloten. 15 verwijst naar het seizoen 2014/15 of eventueel het seizoen 1914/15.
Wanneer een staaf leeg is, zijn deze gegevens niet bekend. Het kan ook zijn dat de club dat seizoen niet heeft meegespeeld op het hogere amateurniveau, vroegtijdig de competitie heeft verlaten of uit de competitie is gezet.

In het seizoen 1944/45 was er wegens de Tweede Wereldoorlog geen regulier competitievoetbal.

#### Erelijst
kampioen Derde klasse: 2022
kampioen Vierde klasse: 2015
kampioen Vierde klasse: 2004
kampioen Derde klasse: 1998
kampioen Vierde klasse: 1996
kampioen Derde klasse: 1993
kampioen Vierde klasse: 1991
kampioen Vierde klasse: 1972
kampioen Vierde klasse: 1965
kampioen Vierde klasse: 1957 (geen promotie)

### Vrouwen
Het eerste vrouwenvoetbalelftal speelt in het seizoen 2023/24 in de landelijke Hoofdklasse zondag. In het seizoen 2018/19 werden ze kampioen in de Tweede klasse, in 2017/18 in de Derde klasse.

#### Erelijst
kampioen Tweede klasse: 2019
kampioen Derde klasse: 2018

## Handbal
Het eerste vrouwenteam speelt in het seizoen 2023/24 in de landelijke 2e divisie.
De topscorer aller tijden van het Nederlands handbalteam, Olga Assink, begon haar carrière bij De Tukkers. Van 2013 tot 2020 is ze trainster geweest van het eerste vrouwenteam.

### Erelijst
kampioen Tweede divisie: 2019
VC Fleringen · VV Langeveen · VV Manderveen · MVV '29 · VV Reutum · RKVV STEVO · RKSV De Tukkers · TVC '28 · SV Vasse
DSS · Misker/E&O · Foreholte · Fortissimo · PCA/Kwiek 2 · MEOS · MHV '81 · HV Quintus 2 · Westfriesland/SEW 2 · De Tukkers · OTTO Work Force/VOC Amsterdam 2 · Voorwaarts · JuRo Unirek/VZV · Westsite · ZAP · ZVBB '21